# Johann Schaper (Maler)
Johann Schaper (* 1621 in Hamburg; † 1670 in Nürnberg) war ein Nürnberger Glas- und Fayencenmaler des deutschen Barock. Er war der weltweit bekannteste Vertreter der Schwarzlotmalerei.

## Leben
Johann Schaper stammte aus Hamburg. Über seine Jugend ist wenig bekannt. Er ist in den Niederlanden und in der Schweiz nachgewiesen, ehe er sich 1655 in Nürnberg niederließ, wo er bis zu seinem frühen Tod 1670 lebte.
Als Hausmaler war Schaper ein freischaffender Künstler, der im eigenen Namen signierte, was bei den Glas- und Fayencenmalern im 17. Jahrhundert noch die Ausnahme war. Die Signatur bestand alternierend aus seinem vollen Namen oder aus seinen Initialen J.S.

## Werk
Schapers Motive sind vielfältig. Sie reichen von Kriegsszenen über Belagerungen und Eroberungen von Städten über italianisierende Commedia dell’Arte Szenen bis zu mythologischen Landschaften und Genreszenen.
Schaper bezog für seine Glasmalerei einen speziellen zylindrischen Becher-Typ auf drei (seltener vier) abgeplatteten hohlen Kugel-Füßen. Es gibt auch Pokale mit gewölbtem Deckel und Balusterknauf. Diese Form ist als „Schaper-Glas“ weltweit identifizierbar. Nicht jedes Glas dieses Typs ist jedoch vom Künstler persönlich bemalt.
In Schwarzlotmalerei hat Schaper auch Fayencen verziert. Das Material bezog er aus den Fayence-Manufakturen von Frankfurt und Hanau, denn in Nürnberg gab es zu jener Zeit noch keine eigene Produktion.
Schapers Werke sind in Museen ausgestellt wie dem Passauer Glasmuseum, dem Landesmuseum Württemberg in Stuttgart und dem Cleveland Museum of Art.
Aus dem Glasmuseum Hentrich des museum kunst palast in Düsseldorf wurde im Februar 2000 ein wertvolles Schaper-Glas mit einer Hirschjagd gestohlen. 
In den freien Handel gelangt ein signiertes Schaper-Glas so gut wie nicht mehr.